# Sadovi (Sovkhozni)
Sadovi - Садовый (rus) és un possiólok del krai de Krasnodar, a Rússia. És a la riba esquerra del riu Protoka, a 9 km al nord-oest de Slàviansk-na-Kubani i a 82 km a l'oest de Krasnodar. Pertany al municipi de Sovkhozni.